# Anthony Belleau

a Compétitions nationales et continentales officielles uniquement.

b Matchs officiels uniquement.
Dernière mise à jour le 13 juin 2025.
Anthony Belleau, né le 8 avril 1996 à Monflanquin (Lot-et-Garonne), est un joueur international français de rugby à XV, formé au SU Agen puis au RC Toulon.

## Carrière

### En club
Originaire de Monflanquin, où son père est président du club de rugby, Anthony Belleau commence le rugby à l'Entente des quatre cantons (Villeréal, Monflanquin, Cancon, Lacapelle, Castillonnès) dès l'âge de 6 ans, avant d'intégrer le centre de formation du SU Agen en 2010 . Il rejoint le RC Toulon le 1er juillet 2014.
Le 26 mai 2017, lors de la demi-finale de Top 14 La Rochelle - Toulon, il est l'auteur d'un drop à la 81e minute de jeu qui qualifie Toulon pour la finale du Top 14. Alors qu'il était prévu qu'il retourne, en prêt, à Agen, il reste finalement à Toulon la saison suivante.
Après 6 saisons à Toulon et une centaine de matchs en Top 14, il est approché par l'ASM Clermont Auvergne, qui perd son ouvreur Camille Lopez. En décembre 2021, Belleau s'engage officiellement pour 3 saisons.
Le 8 mai 2025, le club anglais des Northampton Saints annonce avoir signé le joueur français pour la saison 2025-2026.  

### Internationale
Anthony Belleau a joué pour l'équipe de France des moins de 18 ans avant de faire partie depuis 2015 de l'équipe de France des moins de 20 ans. Il dispute deux matchs de coupe du monde des moins de 20 ans 2015 contre le Japon et le Pays de Galles (4 points inscrits sur la totalité de ces deux matchs), ainsi que deux matchs comme titulaire du Tournoi des Six Nations des moins de 20 ans 2016 contre l'Italie et l'Irlande (24 points inscrits).
En juillet 2016, il figure sur la Liste développement de 30 joueurs de moins de 23 ans à fort potentiel que les entraîneurs de l'équipe de France suivent pour la saison 2016-2017.
Il honore sa première cape internationale en équipe de France le 11 novembre 2017 contre l'équipe de Nouvelle-Zélande au Stade de France. Il est titularisé à la charnière au côté d'Antoine Dupont.
À nouveau titulaire le 18 novembre 2017 contre l'Afrique du Sud, il y inscrit son premier essai en équipe de France.
Remplaçant Matthieu Jalibert à la 30e minute du premier match du Tournoi des Six Nations 2018, contre l'Irlande, il découvre à cette occasion la compétition. Il participe également à la deuxième rencontre à Édimbourg en remplaçant Lionel Beauxis en fin de match. Après être sorti le soir du match, il est entendu, avec d'autres joueurs, le lendemain par la police locale. Il est ainsi exclu de l'équipe pour le match contre l'Italie.
Retenu par Jacques Brunel comme réserviste pour préparer la Coupe du monde 2019, il ne joue aucun match de préparation et n'est pas retenu dans le groupe prenant part à la compétition.

### Barbarians
En juin 2017, il est sélectionné pour jouer avec les Barbarians français qui affrontent l'équipe d'Afrique du Sud A les 16 et 23 juin en Afrique du Sud. Remplaçant lors des deux rencontres, il entre en cours de jeu et inscrit deux essais lors du premier match. Les Baa-baas s'inclinent 36 à 28 à Durban puis 48 à 28 à Soweto.
En novembre 2021, il est de nouveau invité dans l'équipe des Barbarians français pour affronter les Tonga au Matmut Stadium Gerland de Lyon. Les Baa-Baas s'imposent 42 à 17 grâce à six essais inscrits.

## Statistiques

### En club
| Saison             | Saison             | Championnat | Championnat | Championnat | Championnat | Championnat | Championnat | Championnat | Compétitions EPCR  | Compétitions EPCR | Compétitions EPCR | Compétitions EPCR | Compétitions EPCR | Compétitions EPCR | Compétitions EPCR |
| Saison             | Saison             | Compétition | M           | Pts         | Ess.        | Pén.        | Tr.         | Dp.         | Compétition        | M                 | Pts               | Ess.              | Pén.              | Tr.               | Dp.               |
| ------------------ | ------------------ | ----------- | ----------- | ----------- | ----------- | ----------- | ----------- | ----------- | ------------------ | ----------------- | ----------------- | ----------------- | ----------------- | ----------------- | ----------------- |
| 2016-2017          | RC Toulon          | Top 14      | 12          | 18          | 1           | 2           | 2           | 1           | Coupe d'Europe     | 1                 | -                 | -                 | -                 | -                 | -                 |
| 2017-2018          | RC Toulon          | Top 14      | 21          | 180         | 1           | 33          | 38          | -           | Coupe d'Europe     | 6                 | 46                | 2                 | 7                 | 6                 | 1                 |
| 2018-2019          | RC Toulon          | Top 14      | 18          | 98          | 2           | 13          | 23          | 1           | Coupe d'Europe     | 5                 | 22                | -                 | 4                 | 5                 | -                 |
| 2019-2020          | RC Toulon          | Top 14      | 15          | 171         | -           | 41          | 24          | -           | Challenge européen | 4                 | 40                | -                 | 8                 | 8                 | -                 |
| 2020-2021          | RC Toulon          | Top 14      | 3           | -           | -           | -           | -           | -           | Coupe d'Europe     | -                 | -                 | -                 | -                 | -                 | -                 |
| 2021-2022          | RC Toulon          | Top 14      | 20          | 97          | 1           | 22          | 13          | -           | Challenge européen | 6                 | 26                | -                 | 6                 | 4                 | -                 |
| Total RC Toulon    | Total RC Toulon    | Top 14      | 89          | 564         | 5           | 111         | 100         | 2           | Coupes d'Europe    | 22                | 134               | 2                 | 25                | 23                | 1                 |
| 2022-2023          | ASM Clermont       | Top 14      | 25          | 139         | 2           | 25          | 24          | 2           | Champions Cup      | 4                 | 34                | 1                 | 7                 | 4                 | -                 |
| 2022-2023          | ASM Clermont       | Top 14      | 25          | 139         | 2           | 25          | 24          | 2           | Challenge Cup      | 2                 | 21                | -                 | 5                 | 3                 | -                 |
| 2023-2024          | ASM Clermont       | Top 14      | 19          | 101         | 3           | 16          | 19          | -           | Challenge Cup      | 7                 | 79                | 2                 | 9                 | 21                | -                 |
| 2024-2025          | ASM Clermont       | Top 14      | 8           | 33          | 2           | 3           | 7           | -           | Champions Cup      | -                 | -                 | -                 | -                 | -                 | -                 |
| Total ASM Clermont | Total ASM Clermont | Top 14      | 52          | 273         | 7           | 44          | 50          | 2           | Compétitions EPCR  | 13                | 134               | 3                 | 21                | 28                | 0                 |
| Total              | Total              | Top 14      | 141         | 837         | 12          | 155         | 150         | 4           | Compétitions EPCR  | 35                | 268               | 5                 | 46                | 51                | 1                 |

### Internationales

#### Équipe de France des moins de 20 ans
Anthony Belleau a disputé douze matchs avec l'équipe de France des moins de 20 ans, prenant part à une édition du Tournoi des Six Nations en 2016 et à deux éditions du championnat du monde junior en 2015 et 2016. Il a inscrit 86 points.

#### XV de France
Au 28 octobre 2022, Anthony Belleau compte 12 sélections en équipe de France, pour 24 points inscrits. Il a pris part à deux éditions du Tournoi des Six Nations, en 2018 et 2019
| Année | Compétition | Matchs | Points | Essais | Pénal. | Transf. | Drops |
| ----- | ----------- | ------ | ------ | ------ | ------ | ------- | ----- |
| 2017  | Test matchs | 2      | 18     | 1      | 3      | 2       | -     |
| 2018  | Six Nations | 2      | 2      | -      | -      | 1       | -     |
| 2018  | Test matchs | 6      | 4      | -      | -      | 2       | -     |
| 2019  | Six Nations | 2      | -      | -      | -      | -       | -     |
| Total | Total       | 12     | 24     | 1      | 3      | 5       | 0     |

| Numéro | Date             | Lieu                         | Adversaire     | Compétition | Résultat | Score |
| ------ | ---------------- | ---------------------------- | -------------- | ----------- | -------- | ----- |
| 1      | 18 novembre 2017 | Stade de France, Saint-Denis | Afrique du Sud | Test match  | Défaite  | 17-18 |

## Palmarès

### En club
- RC Toulon
  - Finaliste du Championnat de France en 2017

### Distinctions personnelles
- Meilleur réalisateur de la Challenge Cup en 2024 (81 points)